# Neuropatia periferica
La neuropatia periferica è una patologia che colpisce il sistema nervoso periferico ad esclusione del I (nervo olfattivo) e II (nervo ottico) nervo cranico (con alcune rare eccezioni).
La neuropatia può essere localizzata in un nervo (mononeuropatia, es. sindrome del tunnel carpale) o in più nervi (polineuropatia e mononeuropatia multipla). Le neuropatie si definiscono anche poliradicolonevriti se colpiscono la parte prossimale (es. radicolite, sindrome di Guillain Barré, polineuropatie tipo CIDP) a patogenesi infiammatoria e multineuropatie se causano lesioni in più parti (es. neuropatia motoria multifocale).

## Anatomia
Il nervo è formato da una parte ectodermica e da una parte connettivale: 
- Parte ectodermica è formata dagli assoni dei motoneuroni midollari e del tronco encefalico, e dei neuroni dei gangli sensitivi e simpatici e dalle cellule di Schwann; l'assoplasma è privo di ribosomi, ma ricco di mitocondri e vescicole di ER liscio, di neurofibrille formate da actina e da microtubuli di tubulina, facenti parte del citoscheletro, che per scissione di ATP si occupa di movimenti assonali (flusso lento di 10 mm al giorno per trasporto di enzimi + flusso rapido di 400 mm al giorno per vescicole e organelli + flusso retrogrado per riciclaggio di neurotrasmettitori e proteine, con funzione di feedback negativo su sintesi proteica); fibre mieliniche sono 1/5 di totali, di diametro maggiore a 2 micron, formate da avvolgimento di cellula di Schwann con interruzione per nodo di Ranvier che permette conduzione dell'impulso saltatoria; le cellule amieliniche sono in gruppi in un'unica cellula di Schwann, e formano rami postgangliari di simpatico e vie della sensibilità tattile, termica, dolorifica non discriminativa, hanno velocità di conduzione di 0,5 – 2 m/s.
- Tessuto connettivale forma tre strati: "endonervio" interno di connettivo lasso con fibre collagene, fibroblasti e mastociti, riveste ogni singola fibra nervosa + perinervio di cellule connettivali appiattite frammiste a collagene e fibre elastiche, riveste più fibre nervose a formare fascicoli, e forma barriera di regolazione del passaggio di sostanze + "epinervio" esterno, di fibre collagene, elastiche, cellule adipose e fibroblasti, avvolge l'intero nervo e i vasa nervorum, in continuità con la dura madre midollare e del tronco encefalico

## Anatomia patologica

Sistema nervoso periferico (in azzurro, evidenziati tutti i nervi, che possono essere soggetti a neuropatia)

Esistono diversi tipi di degenerazione che colpiscono la fibra nervosa:
- Degenerazione walleriana in seguito a interruzione dell'assone o del nervo (assonotmesi) con mantenimento di tessuto connettivale: dopo 48 ore si ha rigonfiamento dell'assone con distruzione mielinica e fagocitosi di formazioni lipidiche globose, dopo alcuni giorni si notano gemmazioni per tentativo di rigenerazione con recupero di 1 mm al giorno.
- Degenerazione assonale in seguito ad alterazione metabolica: colpisce inizialmente le parti distali della fibra con lenta progressione in senso prossimale, dying-back.
- Demielinizzazione segmentaria per danno primitivo alle cellule di Schwann da alterazione metabolica, processo infiammatorio, danno tossico: si ha un progressivo rallentamento dell'impulso, fino al blocco quando demielinizzazione colpisce un tratto di fibra maggiore a 3 internodi, si ha sofferenza assonale e tentativo di remielinizzazione da parte di nuove cellule proliferanti, ma il susseguirsi di processi di demielinizzazione e riemilinizzazione causa un ispessimento della fibra per interposizione di fibroblasti e collagene, con formazione di fibre a bulbo di cipolla palpabili sulla cute (polineuropatie ipertrofiche di Dejerine-Sottas, amiloidotica e infiammatorie demielinizzanti croniche).

## Semiotica (segni e sintomi)
Si hanno deficit sensitivi, motori e vegetativi (neuropatie autonomiche) del sistema nervoso periferico, autonomo e simpatico, che possono essere positivi (per irritazione con aumento della funzionalità) oppure negativi (per marcato deficit e diminuzione della funzionalità). Essi variano molto da caso a caso, sebbene alcuni siano molto comuni (ipostenia e parestesia su tutto):
- deficit sensitivi sono parestesie, paresi, paralisi e dolori urenti distali (dolore neuropatico), anestesie di cute, nevrite
- deficit motori: hanno inizio distale (solitamente inizio per paresi del muscolo tibiale anteriore, innervato da popliteo esterno dello sciatico), atrofie, ipostenia (es. piede cadente), distonia, affaticabilità e intolleranza all'esercizio (astenia) e ipotonia muscolare (sintomi causati da miopatia secondaria da sofferenza neurogena acuta, subacuta, cronica o cronicizzata), punti anche dolenti alla pressione, assenza di riflessi propriocettivi, segni di denervazione all'EMG con possibile fibrillazione e ridotta conduzione motoria e sensitiva in fase attiva, in casi gravi si ha paralisi muscolare ascendente fino a colpire muscoli respiratori; altri sintomi: crampi (anche a riposo[2] o seguiti a forte o normale contrazione), spasmi e discinesie, contratture, fascicolazione, mioclono, tremore, pseudo-miotonia, disfagia.
- deficit vegetativi e secondari autonomici, come ipotensione, anidrosi e iperidrosi, secchezza delle fauci, disturbi dell'alvo, spasmi intestinali e turbe sfinteriche, disturbi sessuali, anomalie del ritmo cardiaco (colpiscono polineuropatia diabetica, amiloidotica, ereditarie e in stadi avanzati di Guillain-Barrè), processi deformativi a carico di ossa ed articolazioni di mani e piedi con dita ad artiglio, cifoscoliosi del rachide con postura iperlordotica (con peggioramento dei sintomi causa pressione sul midollo spinale e la radice nervosa), artropatia di Charcot per aumento di afferenze propriocettive che sollecitano processi metabolici (in polineuropatie croniche dell'infanzia), lesioni della cute con facilità ai lividi e difficoltà a guarire a causa di microtraumi e ulcere perforanti (per diminuzione della funzione trofica dei nervi sensitivi nel territorio di innervazione e assottigliamento della pelle), dispepsia e - anche se raro - possibile coinvolgimento del sistema nervoso centrale.

Caratteri comuni a tutte le polineuropatie sono la bilateralità e la simmetria delle lesioni, il decorso per periodi di invasione e periodi di regressione, interessamento di entrambi i tipi di fibre, maggiormente fibre lunghe degli arti inferiori dal punto distale verso prossimale in caso di polineuropatie assonali (se colpiscono assone per fattori tossici, metabolici, carenziali, con alterazione del flusso assonico) o da punti prossimali e distali simultaneamente sin dall'esordio in caso di polineuropatie demielinizzanti croniche (che colpiscono la mielina per processi infiammatori, o da porfirie); esame del liquor evidenzia aumento delle proteine senza aumento citologico (dissociazione albumino-citologica della sindrome di Guillain-Barrè).

## Epidemiologia
Colpiscono 13% di popolazione oltre i 55 anni; causa più frequente è diabete con prevalenza di 200/100 000, seguito da lebbra con 44/100 000, malattie ereditarie di Charcot-Marie-Tooth con 20/100 000, infiammatorie di Guillain-Barrè con incidenza di 4/100 000, nuove cause sono alcoliche, paraneoplastiche, da infezione di HIV e da farmaci antiretrovirali.

## Diagnosi
Si possono effettuare, per diagnosticare le neuropatie e capire la causa:
- esami sanguigni, specie esami per miopatie e varie neuropatie, come analisi di laboratorio (per tossiche, carenziali, metaboliche, disendocrine, infettive, amiloidosi e sarcoidosi, vascolari, autoimmuni, ereditarie)
- elettromiografia ed elettroneurografia per differenziare forme assoniche da mieliniche e neuropatie da malattie del sistema nervoso centrale (non sempre è facile, se la neuropatia è intermittente, se l'irritazione del nervo è posizionata in zone anomale o se vi è reinnervazione in corso dopo mesi o anni o non coinvolgimento della mielina); la velocità di conduzione nervosa può apparire anche normale anche se in molte forme acute è rallentata e presenta blocchi; compaiono segni neurogeni nelle unità muscolari, con potenziali di unità motoria aumentati
- se necessario, biopsia del nervo surale (nervo sensitivo) per conferma di diagnosi o ricerca della causa e del possibile trattamento (in caso di amiloidotica è possibile effettuare biopsia di tessuto adiposo, in alcuni tipi come la neuropatia delle piccole fibre si effettua biopsia della pelle contenente fibre nervose molto piccole che non si rilevano all'EMG)
- altri esami come risonanza magnetica e per diagnosi differenziale

## Classificazione
Esistono 100 tipi di polineuropatie e diversi modi di classificarle. In senso anatomo-patologico sono classificabili in assonali se colpiscono assone, o demielinizzanti se colpiscono le cellule di Schwann. Ma classificazione migliore è eziologica: infiammatorie demielinizzanti e autoimmuni (Guillain-Barrè) + da agenti infettivi (HIV, Epstein-Barr, lebbra, sarcoidosi) + metaboliche (diabetica, porfirie, ipotiroidismo) + tossico-nutrizionali (alcol, ipovitaminosi, farmaci, metalli tossici) + paraneoplastiche + paraproteinemiche (amiloidotica, gammopatie, crioglobulinemie) + in corso di malattie del collagene + ereditarie (Charcot-Marie-Tooth).

### Polineuropatie autoimmuni
Polineuropatie infiammatorie ad eziologia autoimmune.

#### Sindrome di Guillain-Barré (GBS)
La sindrome di Guillain-Barré o polineuropatia demielinizzante infiammatoria acuta (AIDP), è una forma acuta con meccanismo patogenetico infiammatorio di tipo disimmune che causa poliradicoloneuropatia; incidenza del 2/100 000. Nel 60% dei casi è anticipata da infezione respiratoria o gastroenterica (soprattutto campylobacter jejuni, ma anche haemophilus influenzae, virus del morbillo, rosolia, varicella, mononucleosi, epatici, influenzali e HIV; cfr. Polineuropatie da agenti infettivi). Si pensa che la patogenesi sia di reazione crociata dei linfociti T e della risposta immunitaria in generale contro antigeni virali e contro antigeni della mielina di SNP (ad esempio nel campylobacter si ha reazione contro ganglioside GM1); il danno nervoso si ha per reazione immunitaria e per metabolismo umorale delle cellule infiammatorie.
La sintomatologia comprende soprattutto deficit motori con ipostenia, areflessia osteotendinea, paralisi flaccida di Landry che si sposta dalle parti distali verso il centro, ma può colpire anche direttamente i muscoli prossimali; deficit di nervi cranici con disfagia, disartria, deficit oculomozione e paralisi del faciale; nel 10% dei casi si ha exitus per paralisi respiratoria. Si hanno anche disturbi sensitivi secondari, come parestesie e disestesie distali e della sensibilità profonda; solitamente si ha recupero nel giro di un mese (varianti sono: sindrome di Fisher che colpisce soprattutto nervi cranici III e VII con atassia, tremore cerebellare e areflessia + forma assonale acuta che da un immediato danno assonale con atrofia muscolare e prognosi peggiore per insensibilità al trattamento).
Diagnosi con esami elettrofisiologici PE con rallentamento della velocità di conduzione e prolungamento della latenza motoria + esame del liquor che evidenzia aumento delle proteine fino a 1000 mg/dl ma con dissociazione albumino-citologica.
Terapia per controllo di complicanze respiratorie, cardiovascolari e tromboemboliche; è possibile plasmaferesi per 2 settimane con lo scopo di ripulire plasma da prodotti umorali dell'infiammazione e l'infusione per 5 giorni di immunoglobuline (0,4 g/kg) che bloccano attivazione di linfociti T e macrofagi, bloccano produzione anticorpale e inibiscono proliferazione linfocitaria e leucocitaria.

#### Neuropatia motoria multifocale con o senza blocchi di conduzione (MMN)
È simile alla Guillain-Barrè e alla neuropatia assonale, ossia a genesi autoimmune/disimmune durante e dopo infezione da Campylobacter jejuni, virus dell'influenza o virus di Epstein-Barr con reazione immunitaria contro gli antigeni del nervo e danno mielinico periferico, ma differisce per il prevalere di deficit motorio multineuropatico cronico, con esordio distale agli arti superiori, a polso, dita e braccia; è inoltre tipica la presenza di demielinizzazione che causa blocchi di conduzione dell'impulso motorio, visualizzabili al PEM per rallentamento della velocità di conduzione e per aumento della latenza, in assenza di deficit sensitivo rilevante. Nell'80% dei pazienti è rilevabile durante la fase critica autoimmune la presenza di anticorpi circolanti anti-GM1. Non porta mai a paralisi completa in fase acuta. Di solito viene diagnosticata tra i 40 e i 60 anni, ma può colpire a qualsiasi età, anche intorno ai 20. Non è pericolosa per la vita, non colpendo i muscoli respiratori, e vi sono trattamenti che aiutano dopo la remissione a rinforzare i muscoli collegati ai nervi danneggiati, che mostrano un leggero calo di massa. In alcuni casi i sintomi sono lievi e spesso non necessitano di trattamento, mentre la maggior parte dei pazienti ha un peggioramento progressivo soprattutto alle mani e alle braccia, che può ostacolare i compiti manuali o la deambulazione, con debolezza anche alle gambe, specialmente con l'invecchiamento. Solitamente non si sviluppa mai una grave invalidità o disabilità.
La terapia della fase acuta è con immunoglobuline ad alto dosaggio (2 g/kg ogni 60 giorni o 1 g/kg ogni 30 giorni), senza uso di steroidi, seguita da fisioterapia. Se non curata rimangono dei postumi come astenia, tremore, dolore muscolare leggero neurogeno e da affaticabilità (con possibile coinvolgimento muscolo-scheletrico-tendineo da fatica e sovraccarico), sindrome da crampi e fascicolazioni benigne, o la MMN può cronicizzarsi. La diagnosi differenziale è, oltre che con le altre neuropatie, miopatie e disturbi neurologici del SNC, in fase iniziale anche con le malattie del motoneurone, per somiglianza di alcuni sintomi d'esordio con quelli di patologie molto più gravi come la sclerosi laterale amiotrofica (ipostenia ad uno o più arti, spasmi, crampi, fascicolazioni, mioclonie).

#### Polineuropatia demielinizzante infiammatoria cronica (CIDP)
È la forma cronica della Guillain-Barrè, immuno-mediata, sensitivo-motoria, con decorso recidivante progressivo, caratterizzato da periodi di deficit per demielinizzazione e degenerazione assonale, seguiti da periodi di regressione con tentativo di remielinizzazione. Si ha formazione di bulbi di cipolla per incremento connettivale della mielina. Peggioramento a 2 mesi dall'esordio con deficit motorio prossimale e distale e deficit sensitivo. Colpisce a circa 40-50 anni e i suoi sintomi sono simili a quelli della sclerosi multipla, con cui va fatta diagnosi differenziale.
Diagnosi per biopsia del nervo che appare ipertrofico, con edema perineurale ed infiltrazione endoneurale di cellule mononucleate come linfociti T e macrofagi.
Terapia con cortisonici e prednisone per eliminare edema, immunoglobuline a dosi elevate e plasmaferesi (se si ha mancata risposta a trattamento può essere polineuropatia ereditaria).

#### Altre neuropatie acute, croniche o subacute sempre correlate a GBS
- Polineuropatia demielinizzante infiammatoria subacuta (SIDP)

Rappresenta la forma intermedia tra la sindrome di Guillain-Barré acuta e la polineuropatia demielinizzante infiammatoria cronica. I pazienti presentano una neuropatia demielinizzante monofasica autoimmune (DN) di 4-8 settimane, motoria e/o sensitiva, con successiva ricorrenza di una debolezza muscolare progressiva simmetrica, con possibile perdita della sensibilità e riflessi tendinei. I sintomi sono ipostenia, tremore, parestesie, crampi, dolore neuropatico-muscolare, fascicolazioni, ecc. Le recidive della fase acuta sono rare e il 30% dei pazienti presenta una remissione parziale. Sono stati descritti isolati casi di remissione spontanea totale e casi di trasformazione in CIDP vera e propria. Diagnosi per EMG e quattro criteri: disfunzione sensoriale e/o motoria progressiva in forma di polineuropatia con un'evoluzione verso la fase nadir tra le 4 e le 8 settimane; evidenza elettrofisiologica di demielinizzazione (o rimielinizzazione in remissione) in almeno due nervi; nessuna altra eziologia di neuropatia; nessuna recidiva in presenza di un follow-up corretto.
- Neuropatia assonale motoria acuta e neuropatia assonale sensitivo-motoria acuta

Appartenenti sempre al gruppo della Guillain-Barré, con danno assonale anziché mielinico; può colpire in maniera più forte o più lieve della GBS classica. La remissione può essere più rapida; si associa a presenza di anticorpi antigangliosidi (anti-GM1/GD1a)

##### Altre varianti
Esistono anche:
- Neuropatia acuta motoria demielinizzante
- Neuropatia acuta sensitiva demielinizzante
- Neuropatia cronica assonale
- Neuropatia acuta autonomica
- Neuropatia acuta brachiale
- Neuropatia acuta lombosacrale
- Neuropatia delle piccole fibre

Nel caso la neuropatia si estenda al SNC, può essere concomitante una malattia demielinizzante come la sclerosi multipla, o affezioni come mielite trasversa.

#### Neuropatie croniche con autoanticorpi verso i nervi periferici
Sono presenti anticorpi diretti contro specifici componenti del nervo periferico, tra cui la Glicoproteina Associata alla Mielina (MAG), i gangliosidi (GM1, GD1a, GD1b), i sulfatidi.

#### Sindrome dell'uomo rigido
La sindrome dell'uomo rigido o della persona rigida, è una rara neuropatia (talvolta classificata fra le miopatie per il coinvolgimento della giunzione neuromuscolare) forse autoimmune ad insorgenza lentamente progressiva, che colpisce le donne con una frequenza circa doppia rispetto agli uomini, ed è caratterizzata da rigidità del torace e degli arti. I pazienti sono altrimenti normali, e l'esame obiettivo evidenzia solo ipertrofia muscolare e rigidità.

#### Sindrome di Isaacs
La sindrome di Isaacs detta anche ipereccitabilità dei nervi periferici e neuromiotonia acquisita o nota con altri nomi, è una rara neuropatia immunomediata, con diversa eziologia, del nervo periferico, della giunzione neuromuscolare e dei motoneuroni dei nervi periferici (senza danno al motoneurone nel SNC) caratterizzata da attività continua delle fibre muscolari, con rigidità, crampi, spasmi, diffuse mioclonie, fascicolazioni, debolezza muscolare lieve non progressiva, fatica, intolleranza allo sforzo, insonnia, tremore e pseudo-miotonia. Sono presenti iperidrosi, ipertrofia muscolare, mialgia, artralgia e iporeflessia. Può essere cronica, monofasica o recidivante-remittente.
Nel 20% dei casi, la sindrome di Isaac si associa a tumore maligno (timoma e carcinoma polmonare a piccole cellule), come sindrome paraneoplastica. Negli altri casi si associa o segue alla miastenia grave, sindrome miasteniforme di Lambert-Eaton (in molti casi legata al tumore polmonare), alla polineuropatia demielinizzante infiammatoria cronica (CDIP), ad artrite reumatoide, sindrome di Guillain-Barré, lupus eritematoso sistemico, patologie endocrine, neuropatia motoria multifocale, fibromialgia. La precisa eziologia è idiopatica.

### Polineuropatie paraproteinemiche
Sono sindromi caratterizzate da aumento di immunoglobuline sieriche, come il mieloma, linfoma, malattie immunoproliferative, gammapatie monoclonali, crioglobulinemia, amiloidosi, il 50% dei pazienti va incontro a polineuropatia.

#### IgM - MGUS
Le gammopatie monoclonali di significato non determinato (MGUS) sono frequenti nella popolazione, con prevalenza del 2% oltre i 50 anni e del 3% oltre i 70. Associate ad esse sono polineuropatie demielinizzanti sensitivo-motorie con decorso cronico, caratterizzate da affinità tra IgM e glicoproteina associata alla mielina MAG. Gli anticorpi anti-MAG causano deficit sensitivo, con atassia e tremore di arti superiori.
Non è possibile trattamento con immunosoppressori o plasmaferesi perché causa troppi effetti collaterali, si ha miglioramento del 50% con trattamento a base di anticorpo antiCD-20

#### IgG/IgA - MGUS
È differente dalla precedente perché è in tutto simile alla CIDP.

#### Mieloma multiplo e mieloma osteosclerotico
È presente polineuropatia nel 14% dei mielomi multipli e nel 50% dei mielomi osteosclerotici (se è presente anche iperpigmentazione cutanea si ha sindrome POEMS). Hanno caratteristiche simili alla CIDP, nel 90% dei casi con sintomatologia solo sensitiva, nel 10% sensitivo-motoria. Si risolve con farmaci che curano il mieloma.

#### Amiloidosi
Si hanno nei casi di amiloidosi secondaria in caso di linfomi, leucemie, mielomi, spondilite anchilosante, e amiloidosi primaria sporadica o familiare. La sofferenza polineuropatica periferica è presente soprattutto nella forma primaria per l'accumulo di sostanza amieloide nell'endonevrio (catene leggere di immunoglobuline che rendono nervo palpabile), con successivo danno di tipo compressivo-ischemico alle fibre di minor diametro come fibre della sensibilità termica, dolorifica e tattile non discriminativa (pseudosiringomielia), con disturbi vegetativi come alterazioni pupillari, anidrosi, ipotensione, paralisi vasomotoria, deficit sfinterici, impotenza sessuale. Il decorso delle forme neuropatiche da amiloidosi primaria è rapido e progressivo, con atassia, areflessia, amiotrofia distale, sindrome del tunnel carpale e disturbi renali cardiaci e gastroenterici che causano morte entro due anni.
Diagnosi si effettua per biopsia del grasso periombelicale o mucosa rettale.

#### Crioglobulinemia
È la presenza di immunoglobulina IgM o IgG che precipita a basse temperature. Si associa a patologie sistemiche, quali infezioni da epatite C, tumori e disordini dell'immunità come espansioni clonali delle cellule B; crioglobulina si può depositare intravascolarmente nei vasa nervorum, con lesione ischemica e polineuropatia; sintomatologia di tipo sensitivo irritativo, parestesie e disestesie distali, danno soprattutto assonale.
Terapia con farmaci immunomodulanti, immunosoppressori e plasmaferesi.

### Polineuropatie in corso di malattie del connettivo
In malattie del connettivo

#### Vasculiti, artriti e malattie reumatiche rare
Le neuropatie vasculitiche caratterizzate da occlusione infiammatoria dei vasa nervorum che causa infarto ischemico, seguito da necrosi fibrinoide endoteliale per infiltrazione transmurale di cellule infiammatorie e precipitazione di immunocomplessi nella parete vasale; questo causa degenerazione assonale e polineuropatia sensitivo-motoria con dolore improvviso alla radice dei nervi senza chiara localizzazione (soprattutto peroneale, surale, tibiale, ulnare, mediano, radiale). Diagnosi con potenziali evocati motori e sensitivi che evidenziano deficit di voltaggio ma velocità di conduzione normale, ed EMG con segni di denervazione.
Nel 40% dei casi è una malattia isolata, ma più spesso è associata a infezioni, neoplasie, malattie del collagene: panarterite nodosa è la più frequente, nel 50% dei casi causa polineuropatia; possono causare neuropatia artrite reumatoide (lieve polineuropatia sensitiva distale nel 75%), LES (polineuropatia sensitiva demielinizzante nel 15%), sindrome di Sjögren (polineuropatia con deficit della sensibilità profonda) e sclerodermia. Diagnosi per biopsia del nervo.
Anche nelle spondiloartriti sieronegative (artrite psoriasica, spondilite anchilosante, ecc.) può verificarsi, specie a causa di compressione.
Terapia con immunosoppressori, cortisonici, ciclofosfamide, azatioprina.

#### Sarcoidosi
Affezione granulomatosa sistemica associata a probabile reazione autoimmunitaria, nell'8% dei casi la sarcoidosi causa neuropatia sensitivo-motoria a decorso cronico, con alterazioni muscolari e del SNC, con anestesia cutanea del tronco, paralisi faciale, associata a parotite e uveite anteriore; diagnosi per enzima convertente angiotensina ACE nel siero e nel liquor.

#### Lupus
Il lupus eritematoso sistemico può causare neuropatia.

### Polineuropatie da agenti infettivi
Da agenti infettivi

#### HIV
Responsabile di vari tipi di polineuropatia periferica, a seconda dello stadio della malattia, e da farmaci antiretrovirali che causano una demielinizzazione progressiva ai nervi, soprattutto periferici, se è presente associazione con CMV è possibile terapia con ganciclovir.

#### HHV-3
L'herpesvirus umano 3 può riattivarsi e provocare la neurite da herpes zoster.

#### HCV
È possibile associazione di HCV con crioglobulinemia, oppure in assenza si ha neuropatia motoria ad attacco assonale

#### Lebbra
La lebbra è la causa più frequente nei paesi del terzo mondo, può essere esclusivamente cutanea o interessare nervi periferici in caso di immunosoppressione; si hanno: lebbra tubercoloide per risposta granulomatosa con lesioni sottocute che inglobano terminazioni sensitive superficiali con anestesia tattile, termica, dolorifica e lebbra lepromatosa, per scarsa reazione granulomatosa e diffusione ematica con localizzazione su intera cute del paziente; diagnosi per ricerca di anticorpo anti PGL1.

#### Difterite
Nel 10% dei casi di difterite si ha neuropatia sensitivo-motoria simile a Guillain-Barrè a 6 settimane dall'esordio, con demielinizzazione provocata da esotossina che inibisce sintesi proteica delle cellule di Schwann; causa complicanze faringee, respiratorie e cardiache.

#### Epstein-Barr
Dopo mononucleosi si associa neuropatia simile Guillain-Barrè, con ricca infiltrazione linfocitaria, monocitaria e plasmacellulare nei nervi e nelle radici; al liquor si ha pleiocitosi e proteine; rischio di morte per disturbi respiratori

#### Malattia di Lyme
La malattia di Lyme o neuroborreliosi da Borrelia Burgdorferi trasmessa dalle zecche, ha sintomi dermici precoci e neurologici tardivi, come meningite, neuropatie periferiche, paralisi del faciale; terapia con antibiotici e ceftriaxone.

### Polineuropatie metaboliche ed endocrine
Da patologia endocrina

#### Diabetica
Causa più frequente nei paesi industrializzati, con prevalenza di 300/100 000, colpisce 50% di pazienti che hanno diabete da 20 anni; danno di tipo ischemico per microangiopatia dei vasa nervorum, o dell'attività dell'aldoso reduttasi con autoossidazione del glucosio causano polineuropatia sensitivo-motoria distale (anche effetto lesivo di insulina sul nervo); diagnosi per riduzione della conduzione su potenziali evocati sensitivi; terapia con insulina e carbamazepina per sintomatologia dolorosa.

#### Uremica
L'uremia è complicanza comune di insufficienza renale cronica avanzata che colpisce 2/3 di pazienti in dialisi con disturbi sensitivi di tipo urente, disestesie, parestesie, sindrome delle gambe senza riposo; causano neuropatia sensitivo-motoria lenta, con degenerazione assonale e demielinizzazione secondaria per grosse molecole come metiguanidina ad alto peso molecolare difficilmente dializzabili; possibile sindrome del tunnel carpale per deposito di amiloide nella sinovia di tendine del polso; si effettua trapianto renale.

#### Ipotiroidismo
Con ipotiroidismo e tiroidite di Hashimoto possono esserci polineuropatie compressive del nervo mediano sensitivo-motorie ad impronta assonale; nei pazienti anziani si hanno neuropatie demielinizzanti di arti inferiori per alterazioni metaboliche delle cellule di Schwann e deposito di mixoide nell'endonervio.

### Polineuropatie tossico-nutrizionali[1]

#### Da carenza nutrizionale
Derivano da mancata assunzione o malassorbimento di vitamine. Si ha sofferenza della mielina o dell'assone per: 
- deficit di vitamina B1 (Tiamina) responsabile di beriberi, con sviluppo di una neuropatia assonale sensitivo-motoria distale, motoria pura oppure sensitiva pura, talora con atassia sensitiva
- deficit B12 (ad esempio nelle sindromi da malassorbimento come nella celiachia con anemia megaloblastica, e nella gastrite cronica atrofica autoimmune e relativa anemia perniciosa) con lesioni della sostanza bianca encefalica o midollare con sofferenza piramidale al SNC e neuropatia sensitiva distale
- deficit di vitamina E con neuropatia assonale delle fibre mieliniche di maggior diametro, miopatia, disartria, atassia cerebellare
- deficit o intossicazione di vitamina B6 con prominente neuropatia sensitiva assonale o ganglionopatia sensitiva
- deficit di nicotinammide PP con neuropatia sensitivo-motoria associata a pellagra (dermatite, demenza, diarrea).

#### Alcolica
È seconda causa di neuropatia dopo diabete per abuso alcolico di paesi industrializzati. Causata da deficit delle vitamine B1 (Tiamina) e B12 (Cobalamina) (per mancata alimentazione adeguata), e danno tossico assonale che causa neuropatia sensitivo-motoria distale, con ipoestesia, parestesie, deficit sensibilità profonda di tipo tabetico, deambulazione steppante, areflessia osteotendinea; denervazione all'EMG. Spesso si associa a encefalopatia di Wernicke e/o a disturbi psichici korsakoviani.

#### Da tossicità lavorativa ed ambientale
Alcune sostanze tossiche agiscono sul metabolismo cellulare dei neuroni, più raramente sulle cellule di Schwann, che portano a degenerazione della fibra. Causano neuropatia i metalli pesanti (alluminio, piombo, arsenico, mercurio, tallio), solventi industriali, fosfati organici, germicidi, conservanti, anestetici; arsenico e tallio causano decorso acuto in 3 settimane con astenia, vomito, ittero, pigmentazione cutanea bruna, sintomi gastrointestinali, parestesie dolorose, deficit nervi cranici, stato confusionale, coma. Gli altri hanno decorso cronico con assonopatia distale sensitivo-motoria, con nefropatia, anemia, colite, trattamento con chelanti come pennicillamina, EDTA.

#### Da farmaci
Possono causare sofferenza di nervi periferici come effetti indesiderati: antitumorali come vincristina, antimicrobici come cloramfenicolo e metronidazolo, antireumatici come penicillamina, farmaci cardiologici, antiipertensivi, antiepilettici come carbamazepina, immunosoppressori, antiretrovirali e levodopa.

#### In paziente critico
Paziente in insufficienza multiorgano in terapia intensiva con stato settico prolungato da 2 settimane può sviluppare nel 50% dei casi degenerazione assonale per insorgenza di danno da carenza nutrizionale, tossici endogeni ed esogeni, con deficit sensitivi, debolezza, disturbi respiratori per deficit del nervo frenico.

### Polineuropatie paraneoplastiche
Sono neuropatie dovute a fenomeni immuno mediati in presenza di neoplasia; possono essere sensitive, con dolore atassia, parestesie, ipoestesie, se vengono colpiti primariamente gangli delle radici dorsali (in corso di microcitoma polmonare), sensitivo-motorie simili a Guillain-Barrè in corso di linfomi di Hodgkin, disautonomiche per deficit vegetativi come ipotensione, aritmie, ipersudorazione, deficit sessuali, minzionali, gastroenterici, in corso di microcitoma, linfoma, carcinoma di pancreas e testicolo; hanno decorso autolimitante con decorso di patologia neoplastica; eventuale terapia con plasmaferesi, immunoglobuline, immunosoppressori. Si possono verificare sindrome di Isaacs, sindrome dell'uomo rigido e sindrome miasteniforme di Lambert-Eaton.

### Neuropatie ereditarie e congenite
Sono neuropatie associate ad alterazione genica che possono clinicamente presentarsi con tutti i sintomi delle neuropatie acquisite, forme sensitive, motorie, sensitivo-motorie, amiloidotiche, dismetaboliche; la più comune è la malattia di Charcot-Marie-Tooth (CMT) che si presenta con varie forme (mutazioni cromosomi 1, 8, 17, X) con disordini della deambulazione, deformazioni scheletriche soprattutto dei piedi, atrofia muscolare, ulcere trofiche; terapia sintomatica abapentin e carbamazepina per dolore, trattamento fisioterapico. Esistono molte forme di CMT e neuropatie ereditarie, molte con geni ancora sconosciuti e che spesso si presentano sotto diverse forme anche nella stessa famiglia, talvolta difficili da diagnosticare o non diagnosticate. A volte la velocità di conduzione è normale, notandosi solo una sofferenza neurogena, con o senza denervazione in corso, e occorre la biopsia al nervo o l'analisi genetica per una diagnosi sicura.
Elenco delle principali forme note di neuropatia ereditaria e famigliare: 
- Malattia di Charcot-Marie-Tooth (più di 40 varianti genetiche)
- Neuropatia ereditaria sensitivo-motoria di altro tipo: diverse tipologie simili con varianti differenti non incluse nella diagnosi di CMT classica
- Neuropatia da porfiria acuta intermittente e altre porfirie acute
- Neuropatia da amiloidosi ereditaria o da altre sindromi metaboliche congenite (es. celiachia)
- Ipotonia ipomielinizzante congenita
- Sindrome di Dejerine-Sottas (collegata a CMT di tipo 3)
- Neuropatia tomaculare (detta anche neuropatia ereditaria con predisposizione alle paralisi da pressione, sigla HNPP, a volte ritenuta affine a tipologie di CMT legate al gene PMP22[8][9])
- Neuropatia sensoriale pura ereditaria
- Malattia di Refsum
- Neuropatia assonale gigante
- Sindrome di Rosenberg-Chutorian
- Sindrome di Roussy-Levy
- Neuropatia causata da neurofibromatosi
- Amiotrofia nevralgica ereditaria
- Neuropatia autonomica sensitiva radicolare
- Neuropatia motoria ereditaria distale: forma più nota legata al gene 2C, esordio età matura (non esclusivamente ma in maggioranza dei casi), inizio ai nervi distali motori (motoneuroni periferici del midollo spinale); solitamente primi sintomi sono al nervo tibiale[10]; altre forme: tipo 5; non rapidamente degenerative come l'atrofia muscolare spinale

### Neuropatie traumatiche e meccaniche
Comprendono la sindrome da compressione nervosa meccanica periferica o con coinvolgimento radicolare-spinale e le lesioni neurali:
- Sindrome del tunnel carpale
- Sindrome del tunnel cubitale
- Sindrome del tunnel radiale
- Sindrome da compressione del nervo pudendo
- Sindrome del tunnel tarsale
- Sindrome del Piriforme
- Lesioni da trauma al nervo
- Radicolopatia (neuropatia radicolare da compressione o infiammazione)
- Meralgia parestesica
- Sindrome dello stretto toracico

### Eziologia variabile e idiopatiche

#### Neuropatia delle piccole fibre
La neuropatia periferica a piccole fibre o polineuropatia delle piccole fibre (da alcuni sospettata anche di essere la causa di alcuni tipi di fibromialgia, della spasmofilia o della sindrome da crampi e fascicolazioni) è una polineuropatia di difficile diagnosi, poiché l'82% dei casi hanno un normale risultato di EMG e dell'analisi della conduzione nervosa (talvolta è visibile tramite biopsia). La neuropatia a piccole fibre ha cause sconosciute; quando non è correlata a malattie manifeste (lupus eritematoso, sarcoidosi, HIV o malattia di Lyme) può essere collegata alla già ipotizzata celiachia, alla sensibilità al glutine, all'ipotiroidismo o malattie autoimmuni, ma nel 40% dei pazienti è idiopatica (senza causa primaria); in questo caso sono state ipotizzate disfunzioni congenite o indotte dei canali del sodio (canalopatia), specie quello denominato Nav1.7. Essa provoca sintomi differenti, tra i più comuni dolore, formicolio, crampi, contratture, fascicolazioni, ipostenia, tremore, parestesie, disestesia, disturbi urinari e gastrointestinali.

#### Altre
- Sindrome di Parsonage-Turner (amiotrofia nevralgica idiopatica)
- Neuropatia sensitiva idiopatica

#### Neuropatie non specificate
Forme neuropatiche senza precisa eziologia (idiopatiche), anche transitorie, non ancora identificate, classificate o specificate.

## Trattamento
In presenza di una polinevrite, l'indagine per la ricerca della causa (tossica, carenziale, genetica, autoimmune, compressiva, ecc) deve essere condotta rigorosamente, al fine di agire direttamente sulla causa. Generalmente il trattamento prevede la più rapida sospensione dell'intossicazione e la correzione dei disturbi nutritivi. Nelle forme autoimmuni si usano i trattamenti relativi. Come trattamento sintomatico si possono utilizzare farmaci specifici (gabapentin, pregabalin, ecc.), fisioterapia e alcune terapie fisiche per ridurre il dolore in pazienti affetti da neuropatia periferica. In caso di fallimento della terapia farmacologica convenzionale, la tossina botulinica può avere un ruolo nel trattamento del dolore neuropatico secondario a queste condizioni.
Per le nevriti meno gravi, o come supporto, si possono usare periodicamente integratori tipo L-acetilcarnitina e vitamina B. La fisioterapia motoria con la chirurgia e l'ortopedia, contribuiscono a diminuire i danni permanenti e cronici, ovviando a disturbi trofici dei muscoli (ipotrofia, ipotonia, e, in seguito a rigenerazione nervosa e rimaneggiamento muscolare, fenomeni di sovraccarico muscolare ed ipertrofia patologica), alle patologie muscoloscheletriche derivate da essi (cifosi, scoliosi, lordosi-iperlordosi, artrosi, malattie da compressione vertebrale, deformità dei piedi...), ed alla tendenza di retrazioni muscolari, inoltre aiuta a migliorare la qualità della vita nello svolgere le attività quotidiane, limitate dalla patologia.